# Interwiki
Interwiki er en facilitet til at skabe links til mange wiki wiki-net på internettet. Brugere er derved fri for at indsætte hele URL'en (som ved normale websider) og i stedet benytte en genvej identiske med links internt i wikien.

## Interwikihenvisninger i Wikipedia
Der bruges en lignende præfiksnotation som for navnerum til henvisninger til Wikipediaer på andre sprog og henvisninger til helt andre wikier. Sproghenvisninger har et præfiks som i de fleste tilfælde består af to bogstaver efterfulgt af kolon.
Der kan også henvises til andre Wikimedia-projekter og til helt "fremmede" wikier. Eksempler er:
- Mediawiki-projekter:
  - Meta-Wiki: m: eller meta: eller metawikipedia:
  - Den danske Wiktionary: wikt:
  - Den danske Wikibooks: b:
  - Den danske Wikiquote: q:
  - Den danske Wikisource: s:
  - Wikimedia Commons: commons:
  - Wikinews: wikinews:
    - Den påbegyndte danske wikinyt: n:

  - Wikiversity: wikiversity:
  - Media-Wiki: mw:
  - Wikidata: d: eller wikidata:
  - Wikispecies: species: eller wikispecies:
  - Wikimedia Incubator: incubator:
  - Wikivoyage: wikivoyage:
- Wikimedia Foundation: wikimedia: eller foundation: eller wmf:
- Eksempler på andre wikier
  - Wiki (Ward's – den originale): c2: